# Proagonistes rufibarbis
Proagonistes rufibarbis är en tvåvingeart som först beskrevs av Fabricius 1805.  Proagonistes rufibarbis ingår i släktet Proagonistes och familjen rovflugor. Inga underarter finns listade i Catalogue of Life.